# Hạ Hầu Ân
Hạ Hầu Ân hay Hạ Hầu Liêm, tự là Tử Vân. (chữ Hán: 夏侯恩; bính âm: Xiahou En; 167-208) là nhân vật hư cấu trong tiểu thuyết Tam Quốc diễn nghĩa của nhà văn La Quán Trung. Trong tiểu thuyết này, nhân vật Hạ Hầu Ân là tướng cận vệ đem gươm (đới đao hộ vệ) của Tào Tháo. Gươm báu hư cấu của Ân gọi là Thanh Công (青釭/Qinggang), trong trận Trường Bản, nhân vật Hạ Hầu Ân bị Triệu Vân giết và cướp lấy thanh gươm này.
Một số giả thuyết cho rằng nguyên mẫu của nhân vật này là một viên tướng tên là Hạ Hầu Liêm.

## Tiểu thuyết
Nhân vật Hạ Hầu Ân được mô tả là một tướng tay cầm giáo sắt, lưng đeo gươm, là cận vệ đeo gươm của Tào Tháo. Nguyên Tháo có hai thanh gươm báu, một thanh gọi là "Ỷ Thiên", một thanh gọi là "Thanh Công", thanh "Ỷ Thiên" Tháo đeo luôn bên mình, còn thanh "Thanh Công" thì giao cho Hạ Hầu Ân giữ.
Hôm ấy trong trận Trường Bản, Hạ Hầu Ân cậy mình có sức khoẻ, đi cách xa Tào Tháo, dẫn vài chục quân kỵ đi đầu để chực xông vào đám bách tính cướp giật, không ngờ gặp phải Triệu Vân. Triệu Vân xốc tới đánh luôn và chỉ sau một hiệp đấu, Hạ Hầu Ân đã bị Triệu Vân đâm chết, quân đi theo chạy tan cả. Triệu Vân đâm chết Hạ Hầu Ân rồi đoạt lấy thanh gươm xem, thấy có hai chữ "Thanh Công", mạ vàng, biết là gươm báu, liền giắt vào mình, rồi xông vào vòng vây.

## Khác
Trong một dị bản tại Nhật Bản, Hạ Hầu Ân tự Tử Vân, là em ruột Hạ Hầu Đôn.